# Cihanşah
Cihanşah (Koerdisch: Havura) is een dorp in het Turkse district Haymana in de provincie Ankara. In 2019 telde het dorp 283 inwoners. Cihanşah ligt 124 kilometer ten zuiden van de Turkse hoofdstad Ankara.
Volgens wet nr. 6360 werden alle Turkse provincies met een bevolking van meer dan 750.000 uitgeroepen tot grootstedelijke gemeenten (Turks: büyükşehir belediyeleri), waardoor de dorpen in deze provincies de status van mahalle hebben gekregen (Turks voor stadswijk). Ook Cihanşah heeft sinds 2012 de status van mahalle.

## Bevolking
De meeste inwoners zijn etnische Koerden. Tussen 1940 en 1990 steeg de bevolking van 113 personen tot een hoogtepunt van 500 personen. Sinds 1990 loopt het inwonersaantal echter terug. Op 31 december 2019 woonden er 283 mensen in het dorp.
| Jaar | Totaal | Mannen | Vrouwen |
| ---- | ------ | ------ | ------- |
| 2019 | 283    | 147    | 136     |
| 2012 | 239    | 117    | 122     |
| 2011 | 238    | 115    | 123     |
| 2000 | 334    | 134    | 200     |
| 1990 | 500    | 220    | 280     |
| 1985 | 487    | 222    | 265     |
| 1975 | 360    | 181    | 179     |
| 1970 | 304    | 145    | 159     |
| 1960 | 186    | 91     | 95      |
| 1955 | 196    | 97     | 99      |
| 1950 | 131    |        |         |
| 1945 | 116    | 66     | 50      |
| 1940 | 113    | 63     | 50      |

Centrale districtsplaats (İlçe Merkezi): Haymana
Dorpen (Köyler):
Ahırlıkuyu · Aktepe · Alahacılı · Altıpınar · Ataköy · Bahçecik · Balçıkhisar ·  Boğazkaya · Bostanhüyük · Bumsuz · Büyükkonak · Büyükyağcı · Cihanşah · Cingirli · Culuk · Çalış · Çatak · Çayraz · Çeltikli ·  Demirözü · Dereköy · Deveci · Devecipınarı · Durupınar  · Durutlar  · Emirler · Esen · Eskikışla · Evci · Evliyafakı · Gedik · Gültepe · Güzelcekale · İncirli · Karahoca  · Karaömerli  · Karapınar  · Karasüleymanlı  · Katrancı · Kavakköy · Kerpiçköy · Kesikkavak · Kızılkoyunlu · Kirazoğlu · Kutluhan · Küçükkonak · Küçükyağcı · Saatli · Sarıdeğirmen · Sarıgöl · Sazağası · Serinyayla · Sırçasaray · Sinanlı · Sındıran · Soğulca · Söğüttepe · Şerefligökgöz · Tabaklı · Tepeköy · Toyçayırı · Türkhüyük · Türkşerefli · Yamak · Yaprakbayırı · Yaylabeyi · Yeniköy · Yergömü · Yeşilköy  · Yeşilyurt · Yukarısebil · Yurtbeyli